# Pohlavní dimorfismus

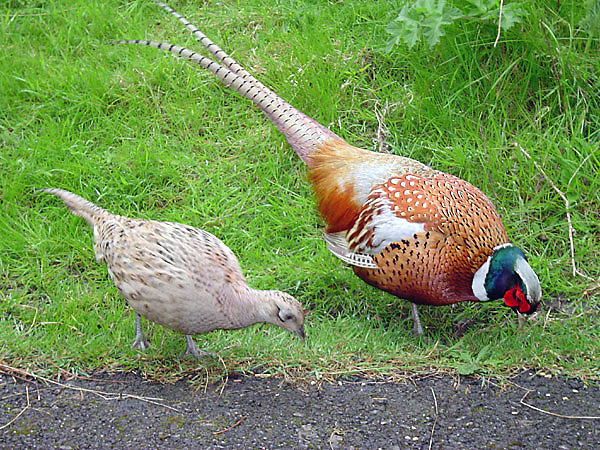
Pár bažantů obecných; vpravo větší a barevnější samec s dlouhým ocasem

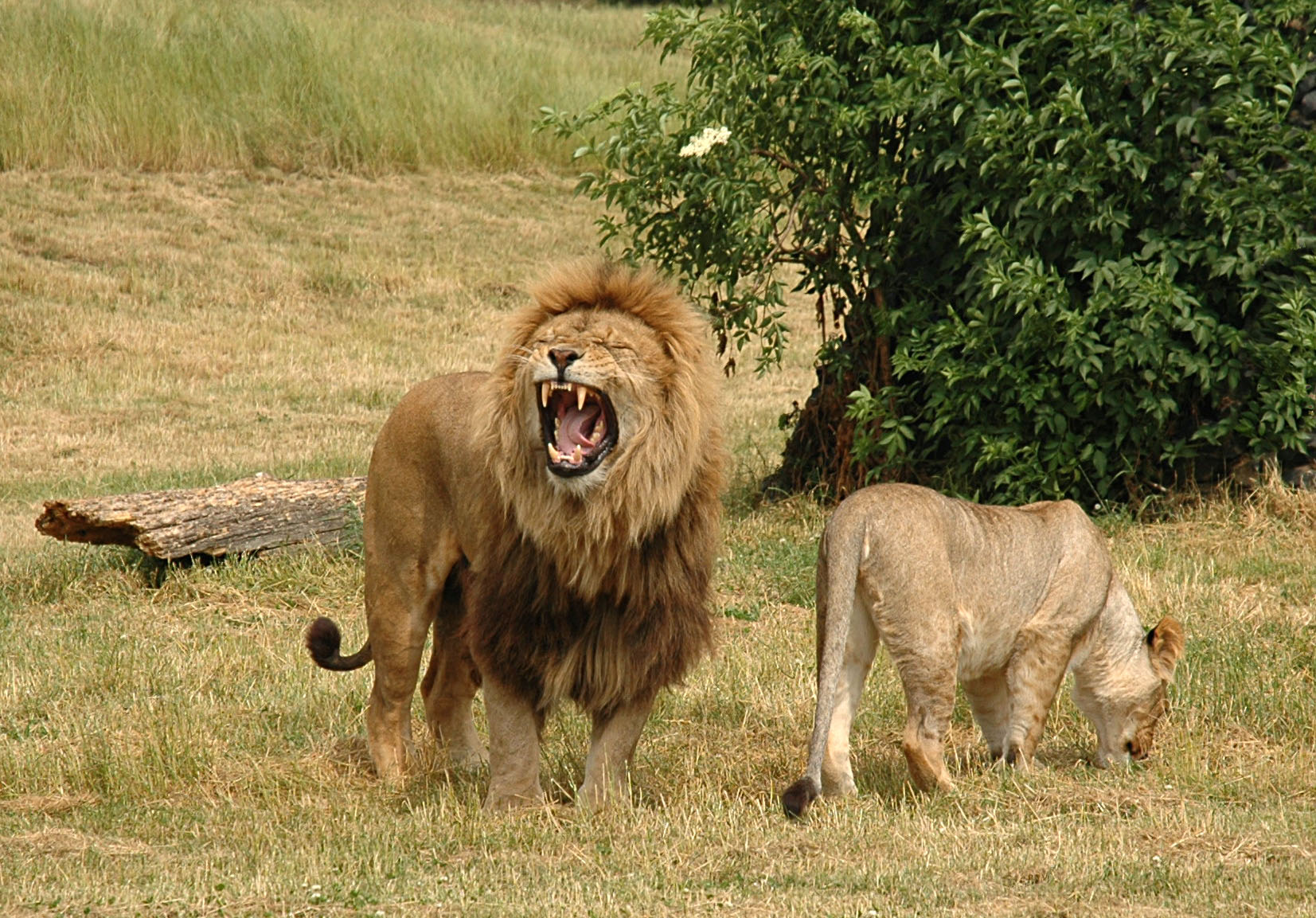
Samec a samice lva pustinného

Pohlavní dimorfismus, pohlavní dvojtvárnost či sexuální dimorfismus je výraz, který se používá u živočichů a označuje, že samice vypadá jinak než samec. Rozdíl je tedy nejen v pohlaví jedince a jeho pohlavních orgánech, ale též v sekundárních pohlavních znacích, jako je velikost těla, zbarvení, tvar aj.

## Dimorfismus u různých skupin živočichů
Pohlavní dimorfismus se v různé míře vyskytuje u zástupců mnoha skupin živočichů.

### Dimorfismus u savců
U savců bývají samci zpravidla větší než samice (např. rypouš sloní, mrož, vorvaň). Jednou z nepočetných výjimek je hyena skvrnitá. Samice savců poznáme podle uspořádání kopulačního ústrojí a více vyvinutých mléčných žláz (u některých kaloňů je však mají dobře vyvinuté a plně funkční i samci). Samci savců mívají zpravidla dobře viditelný penis a až na několik výjimek (kytovci, sirény, chobotnatci, hrabáč) také šourek. Zvláštností je zmíněná hyena skvrnitá, u níž vypadá zevní pohlavní ústrojí samců i samic stejně, neboť klitoris samice je mimořádně velký, připomínající penis a u jeho báze se nachází jakýsi nepravý šourek. Samice ptakořitných a většiny druhů vačnatců mají na břiše vyvinutý vak.
Hlavní druhotné pohlavní znaky vyvinuté vždy výrazněji u savčích samců než samic:
- výraznější, často tmavě zbarvené ochlupení na hlavě a šíji: člověk, paviáni, lev, lachtan hřívnatý, bizon americký aj.;
- kožní výrůstky a duplikatury nebo výrazně zbarvené kožní plochy na hlavě (např. mandril, kahau nosatý, rypouš sloní, čepcol hřebenatý) nebo na jiných částech těla: dželada;

| Mužská pánev                                   | Ženská pelvis |
| Rozdíl mezi pánví muže (vlevo) a ženy (vpravo) |               |

- rohy a paroží: vyskytují-li se u obou pohlaví, bývají u samců mohutnější nebo mají větší tloušťku: turovití, jelenovití, žirafovití, vidloroh, nosorožci aj. Někdy mohou být rohy samců i samic stejné velké, ale liší se tvarem (některé antilopy, kamzík horský). Výjimečně mohou rohy u obou pohlaví vypadat stejně (přímorožci);
- kly, zpravidla se vyskytují u obou pohlaví, ale u samců jsou delší a mají větší tloušťku: prasatovití, hroši, kabar pižmový, kančilové, mrož, narval, vorvaňovci aj.;
- rozdíly ve zbarvení, například u některých antilop a turů, jejichž samci jsou mnohem tmavší než samice: (nyala nížinná, antilopa vraná, voduška abok, antilopa jelení, banteng), dále u paviána pláštíkového; celkově jsou však vzácné;
- výrazné rozdíly ve tvaru těla včetně vnitřních orgánů jsou u savců výjimečné; jednou z výjimek je africký kaloň kladivohlavý, jehož samci mají kromě velké hlavy s rezonančními vaky také odlišnou stavbu hrtanu a průdušnice.

Hlavní druhotné pohlavní znaky vyvinuté vždy výrazněji u savčích samic než samců:
- výrazně zduřelé mozolovité sedací hrboly v blízkosti řiti u říjných samic paviánů a některých dalších opic.

### Dimorfismus u ptáků

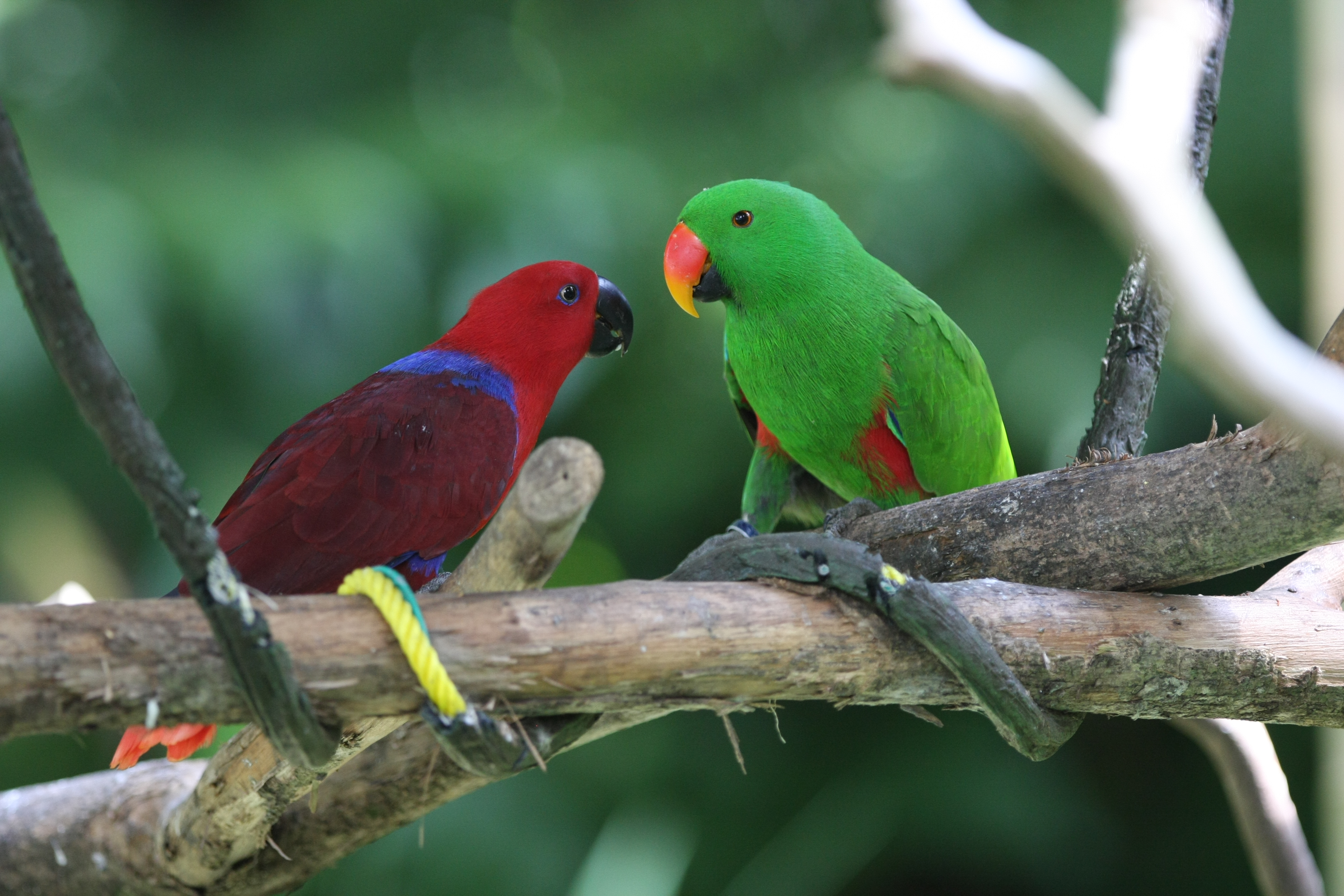
Výrazný pohlavní dimorfismus u eklekta různobarvého; samec vpravo, samice vlevo

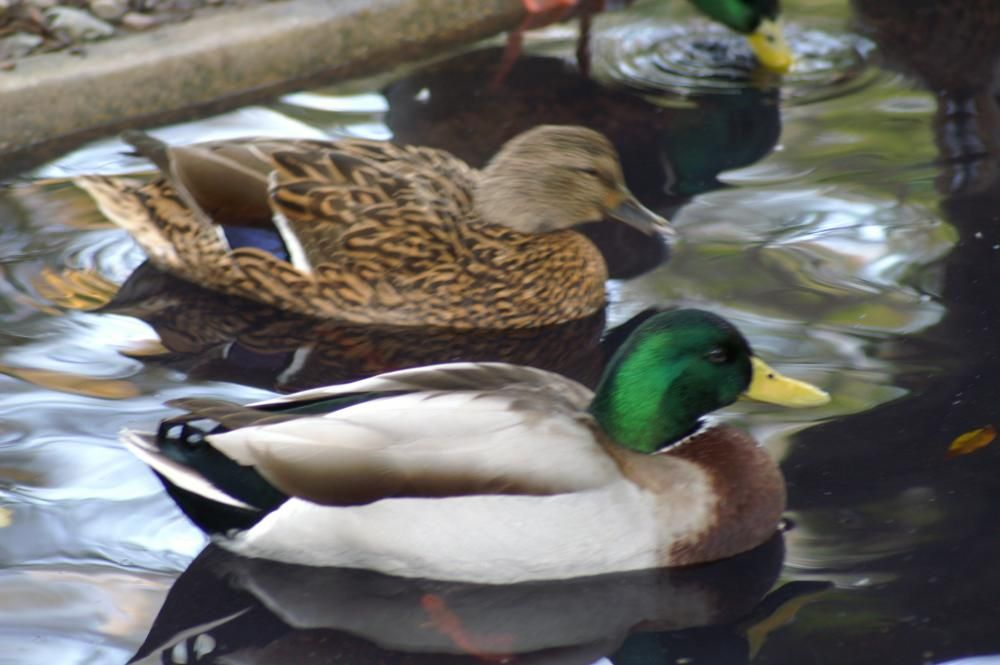
Samec a samice kachny divoké; samec má nezaměnitelné zelené zbarvení hlavy

Výrazně se pohlavní dimorfismus projevuje u mnoha druhů ptáků, zejména polygamních druhů. Samec většiny druhů ptáků je větší než samice, ovšem u dravých ptáků včetně většiny druhů sov je větší samice. U monogamních druhů ptáků, jako jsou například husy, jeřábi, tučňáci, sovy, většina pěvců, z hrabavých koroptev polní či jeřábek lesní, bývají rozdíly mezi zbarvením méně výrazné než u příbuzných druhů polygamních.
Nejčastější jsou rozdíly ve zbarvení, přičemž tvar těla zůstává u obou pohlaví stejný. Typickými představiteli jsou někteří pěvci, například slavík modráček, žluva hajní, křivka obecná, hýl obecný, kos černý, dále většina druhů kachen, mnozí papoušci či někteří draví ptáci (moták pochop, poštolka rudonohá aj.).
Obecně platí, že ptačí samci mají pestřejší zbarvení než samice, ovšem z tohoto pravidla existuje řada výjimek. Mezi nejznámější patří papoušek eklektus různobarvý, jehož samci jsou zelení s červenými křídly, zatímco samice višňově červené s modrými pruhy. Není proto divu, že původně byla jednotlivá pohlaví popsána jako dva samostatné druhy papoušků. Samice některých druhů ptáků žijících v polyandrii jsou větší, pestřeji zbarvené a dokonce se ozývají výraznějším hlasem než samci. Patří k nim zvláště lyskonozi, perepelové, kulík hnědý či slučice zlatá. Vedle rozdílů ve zbarvení a velikosti se u některých druhů ptáků objevují i rozdíly ve tvaru těla.
Samci mívají prodloužená ocasní či křídelní pera, mívají chocholky, krční límce, také kožní výrůstky, zvláště na hlavě a krku (např. tetřívek obecný, krocan divoký a krůta domácí, pižmovka velká, kondor andský a královský). Patří k nim pštros dvouprstý, většina druhů hrabavých, některé kachny (např. kachnice laločnatá, kajka královská, ostralka štíhlá, kachnička mandarinská a karolínská), některé druhy lelků a z pěvců například rajky, vdovky či někteří snovači.
Naprostou výjimkou je rozdílný tvar zobáku u jednotlivých pohlaví. Byl popsán pouze u novozélandského laločníka ostrozobého, který však již pravděpodobně vyhynul.

### Dimorfismus u dalších skupin obratlovců
U plazů bývají rozdíly mezi pohlavími méně výrazné; zejména u hadů, hatérií a krokodýlů lze pohlaví rozlišit často jen podle stavby rozmnožovacích orgánů. Naproti tomu samci mnoha druhů ještěrů mají výraznější zbarvení než samice (např. ještěrka zelená, leguánec obojkový, mnozí chameleoni). Samci některých leguánů, chameleonů a agam mají také výrazněji vyvinutý kožní lem, hřeben, vak, přílbu či rohy na hlavě, hrdle či hřbetě. Mezi nejznámější patří chameleon Jacksonův, bazilišci, někteří anolisové či agamy rodu Ceratophora ze Srí Lanky. U želv se pohlavní dimorfismus projevuje především prodlouženými drápy na předních končetinách samců želvy nádherné a jejích příbuzných z rodů Trachemys, Pseudemys, Chrysemys a Graptemys. Zatímco u ještěrů a krokodýlů bývají většinou samci větší než samice, u hadů a želv je tomu často naopak.
Z obojživelníků mají výrazné pohlavně dimorfní znaky čolci, jejichž samečci jsou v období páření pestře zbarvení a mají výrazné kožní lemy na hřbetě a ocasu. Rozlišit pohlaví žab a červorů je obvykle obtížné, samci však bývají podstatně menší než samice. Výjimkou je například hrabatka drsná, jejíž samec je zhruba dvakrát větší než samice a hmotnost může mít až desetkrát vyšší.

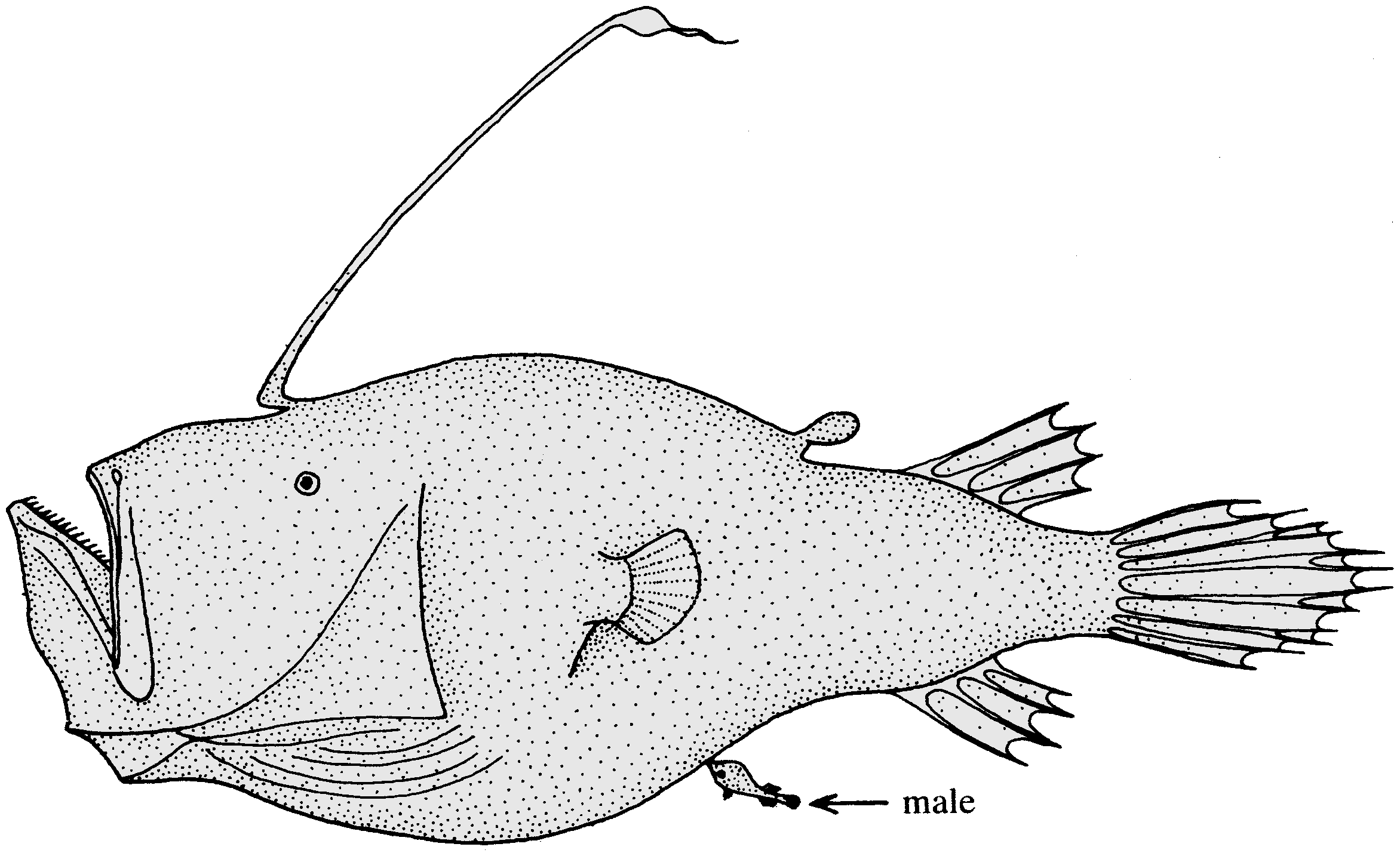
Pár tykadlovky Couesovy; samec přirostlý zespodu k samici

Pohlavní dimorfismus je vyvinut rovněž u mnoha druhů ryb, u kterých se projevuje zbarvením, tvarem hlavy, ploutví, zubů, různými výrůstky a také velikostí. Dobře známým příkladem je lipan podhorní, jehož samci mají zvětšenou a pestře zbarvenou hřbetní ploutev, nebo živorodka duhová, kde tutéž funkci plní ploutev ocasní. Příkladem kožních výrůstků jsou mečovky, jejichž samci mají na spodní straně ocasní ploutve mečovitý výběžek, nebo někteří krunýřovci, jejichž samci mají trny na hlavě. Rozdílné zbarvení mají v době tření například střevle potoční, hranáč šedý nebo z akvarijních ryb mnozí čichavci a rájovci. Samci živorodek i některých dalších druhů ryb s vnitřním oplozením mají dobře viditelný pářicí orgán gonopodium. Naproti tomu samice hořavky duhové mají vyvinuto dlouhé kladélko. Zvláštností je jihoamerická tetra Weitzmannova: samci a samičky mají zcela rozdílný počet, tvar a typ zubů. U čtyř čeledí hlubinných ryb – Ceratiidae (tykadlovkovití), Neoceratiidae (hrotozubkovití), Linophrynidae (bradovousovití) a Caulophrynidae (čertovníkovití) – se drobný samec přisává na tělo mnohem větší samice, srůstá s ní a postupně degeneruje na jakýsi přívěsek, jehož funkcí je pouze produkce spermií. Příkladem mohou být hlubinné ryby tykadlovka Couesova (Cryptopsaras couesii) a tykadlovka Holboellova (Ceratias holboelli) z řádu ďasové. Samice tykadlovky Holboellovy je až šedesátkrát delší než samec a půlmilionkrát těžší.
Pohlavní dimorfismus byl pravděpodobně významným rysem také u druhohorních dinosaurů. Je však obtížné doložit ho spolehlivě pouze na základě fosilií.

### Dimorfismus u bezobratlých

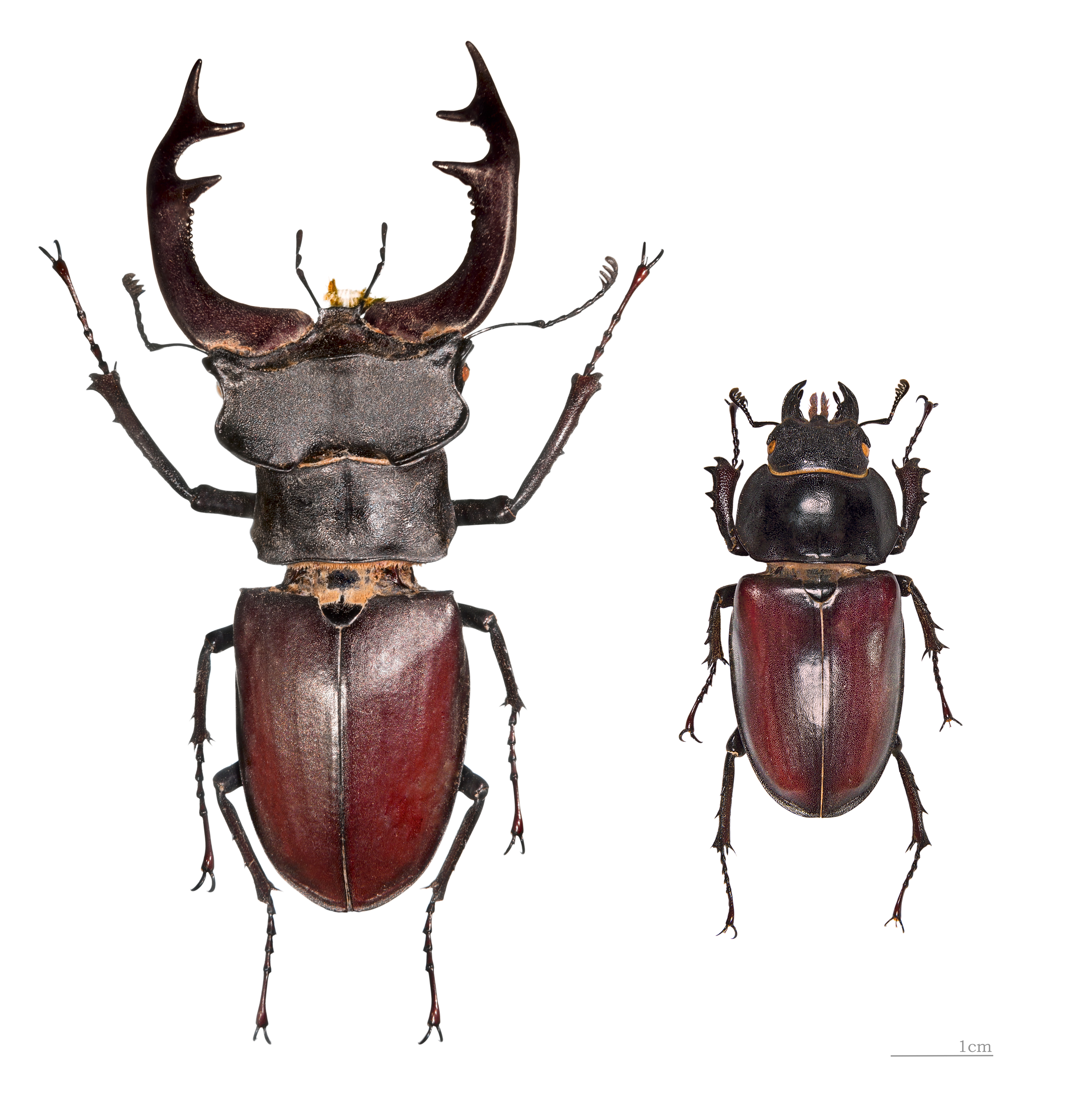
Větší samec a menší samice roháče obecného

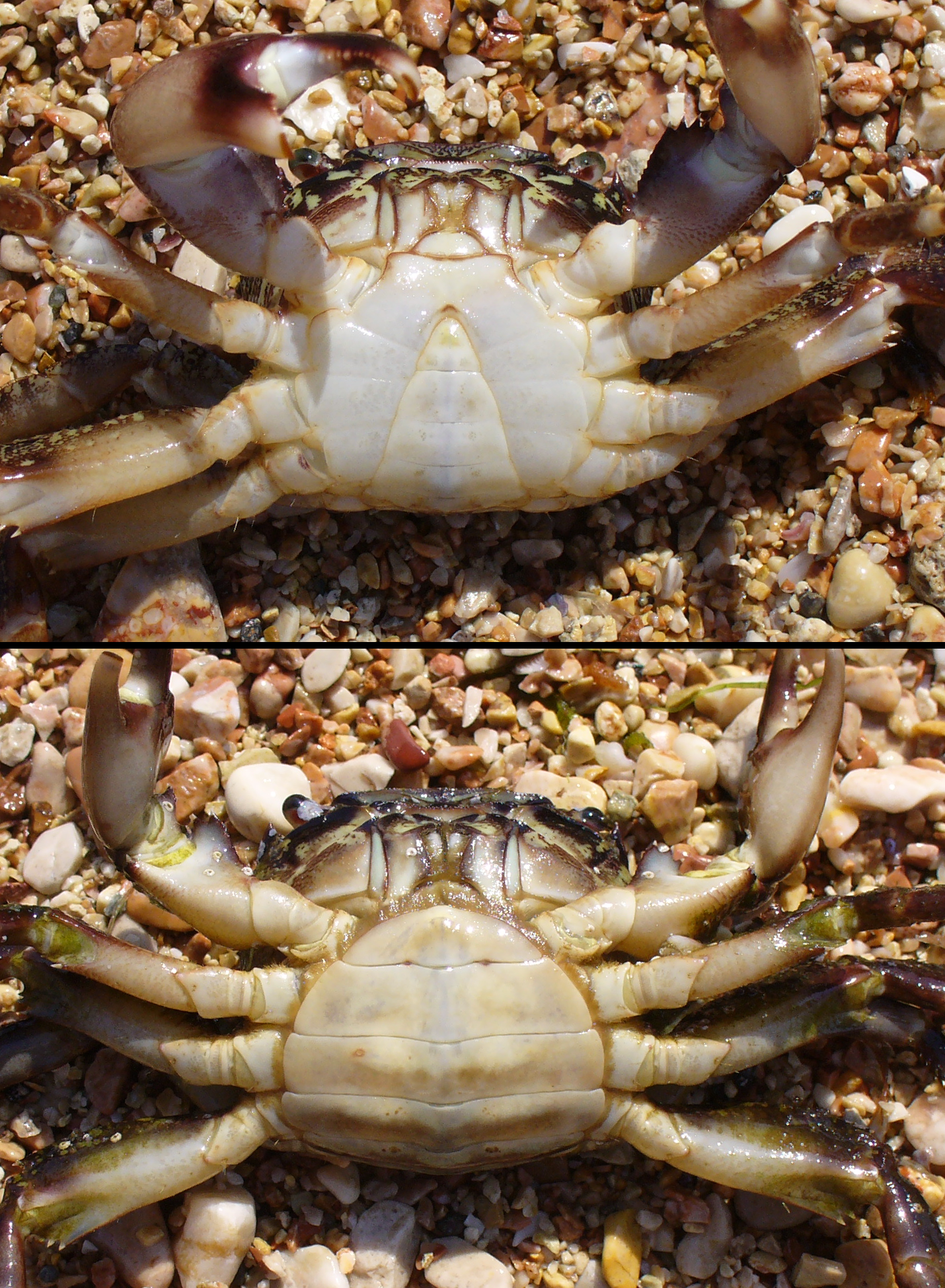
Nahoře samec kraba měnlivého, dole samice

Mnoho různých typů dimorfismu najdeme u bezobratlých, zejména členovců. Škála znaků je nesmírně široká, od pouhých rozdílů ve zbarvení u mnoha druhů vážek či motýlů až po zcela odlišný tvar, velikost i vnitřní stavbu těla, například u řásnokřídlých, některých červců či motýlů vakonošů. Samice členovců bývají často větší než samci. (U masožravých druhů, jako jsou kudlanky, sklípkani a další pavouci, může samec při pokusu o kopulaci, při ní nebo po ní padnout za oběť mnohem větší samici, viz kanibalismus). Naproti tomu u některých druhů brouků (roháčů, nosorožíků aj.) či některých krabů (např. krabovce kamčatského) jsou výrazně větší samci. U krabů bývá pohlavní dimorfismus viditelný na spodní části schránky (plastron); samec na ní má vyobrazený trojúhelník, samice vodorovné pruhy (např. krab měnlivý).
Samice mnoha druhů bezobratlých poznáme podle vyvinutého kladélka; platí to například o lumcích, o mnoha druzích rovnokřídlých včetně kobylek a cvrčků. U mnoha druhů dvoukřídlých včetně komárů a ovádů se jednotlivá pohlaví liší stavbou ústního ústrojí, a tím i způsobem přijímání potravy (příp. samci potravu nepřijímají). Výrazným příkladem pohlavního dimorfismu jsou například termiti, řásnokřídlí, motýli vakonoši nebo někteří červci, jejichž samičky se zbytnělým zadečkem a zakrnělými smyslovými orgány, křídly, někdy i končetinami na první pohled příliš hmyz nepřipomínají. Jsou přizpůsobeny ke kladení co největšího počtu vajec.
Dospělci srostlice trvalé (Syngamus trachea) z kmene hlístice srůstají pohlavními otvory, žijí v trvalé kopulaci. Vytvářejí tak útvar podobný písmenu Y.
Největším extrémem jsou kostižerky (rod Osedax) nebo mořský bezobratlý živočich rypohlavec (Bonellia viridis). U obou měří samci jen několik milimetrů a žijí uvnitř těla samice, která je větší o několik řádů.

## Pohlavní dichroismus
Rozdíl mezi jednotlivými pohlavími živočichů jen v barevnosti těla, nikoli jeho tvaru, se nazývá pohlavní dichroismus. Často se vyskytuje u ptáků, zvláště pěvců či papoušků (eklektus různobarvý), a u hmyzu, například u vážek, motýlů nebo brouků.